# 鲁伊帕尔梅拉参议员镇
鲁伊帕尔梅拉参议员镇是巴西阿拉戈斯州的一个市镇。总面积359.67平方公里，2010年普查人口為13,047人。